# 塔米娜·克西斯塔尼
塔米娜·克西斯塔尼（1989年6月18日—）是一位阿富汗女子田径运动员，2012年代表阿富汗参加伦敦奥运会女子100米比赛，是阿富汗在这一届奥运会中唯一一位女性选手。

## 外部連結
- 塔米娜·克西斯塔尼在的頁面